# Società Sportiva Lanciano 2005-2006
Questa pagina raccoglie le informazioni riguardanti la Società Sportiva Lanciano nelle competizioni ufficiali della stagione 2005-2006.

## Rosa
| N. |                      | Ruolo | Calciatore             |
| -- | -------------------- | ----- | ---------------------- |
|    | Italia (bandiera)    | A     | Orlando Aquino         |
|    | Italia (bandiera)    | D     | Alessandro Armenise    |
|    | Italia (bandiera)    | D     | Michele Baldini        |
|    | Italia (bandiera)    | D     | Salvatore Bocchetti    |
|    | Serbia (bandiera)    | D     | Dražen Bolić           |
|    | Italia (bandiera)    | A     | Manuel Caponi          |
|    | Italia (bandiera)    | C     | Valerio Carboni        |
|    | Italia (bandiera)    | C     | Davide Caremi          |
|    | Italia (bandiera)    | D     | Salvatore Chiaramonte  |
|    | Italia (bandiera)    | A     | Enrico Ciccocioppo     |
|    | Italia (bandiera)    | C     | Giorgio Cini           |
|    | Italia (bandiera)    | A     | Andrea Conti (I)       |
|    | Argentina (bandiera) | C     | Lucas Correa           |
|    | Italia (bandiera)    | A     | Francesco Di Gennaro   |
|    | Brasile (bandiera)   | D     | Nilson Hilario Geovani |

| N. |                   | Ruolo | Calciatore          |
| -- | ----------------- | ----- | ------------------- |
|    | Italia (bandiera) | P     | Enrico Guarna       |
|    | Italia (bandiera) | C     | Alessandro Iezzi    |
|    | Italia (bandiera) | C     | Luca Leone          |
|    | Italia (bandiera) | A     | Fabio Lorieri       |
|    | Italia (bandiera) | D     | Nicola Lombardi     |
|    | Italia (bandiera) | P     | Roberto Maurantonio |
|    | Italia (bandiera) | C     | Franco Micco        |
|    | Italia (bandiera) | C     | Ludovico Moresi     |
|    | Italia (bandiera) | A     | Luca Paponetti      |
|    | Italia (bandiera) | D     | Rocco Roberto Paris |
|    | Italia (bandiera) | A     | Alessandro Tarquini |
|    | Italia (bandiera) | D     | Carmine Tersini     |
|    | Italia (bandiera) | P     | Alessandro Venditti |
|    | Italia (bandiera) | A     | Mirko Ventura       |
|    | Italia (bandiera) | A     | Francesco Zerbini   |

## Risultati

### Campionato

#### Girone di andata
| 28 agosto 2005 1ª giornata | Frosinone | 1 – 0 | Lanciano |  |

| 4 settembre 2005 2ª giornata | Lanciano | 0 – 0 | Pistoiese |  |

| 11 settembre 2005 3ª giornata | Sangiovannese | 2 – 0 | Lanciano |  |

| 18 settembre 2005 4ª giornata | Lanciano | 2 – 0 | Chieti |  |

| 25 settembre 2005 5ª giornata | Lanciano | 1 – 1 | Perugia |  |

| 2 ottobre 2005 6ª giornata | Grosseto | 0 – 0 | Lanciano |  |

| 9 ottobre 2005 7ª giornata | Lanciano | 1 – 1 | Torres |  |

| 16 ottobre 2005 8ª giornata | Massese | 0 – 0 | Lanciano |  |

| 23 ottobre 2005 9ª giornata | Lanciano | 1 – 1 | Foggia |  |

| 6 novembre 2005 10ª giornata | Juve Stabia | 0 – 3 | Lanciano |  |

| 13 novembre 2005 11ª giornata | Lanciano | 1 – 0 | Martina |  |

| 20 novembre 2005 12ª giornata | Pisa | 1 – 4 | Lanciano |  |

| 27 novembre 2005 13ª giornata | Manfredonia | 1 – 3 | Lanciano |  |

| 2 dicembre 2005 14ª giornata | Lanciano | 1 – 1 | Acireale |  |

| 11 dicembre 2005 15ª giornata | Gela | 1 – 0 | Lanciano |  |

| 15 dicembre 2005 16ª giornata | Lanciano | 0 – 1 | Lucchese |  |

| 21 dicembre 2005 17ª giornata | Napoli | 3 – 0 | Lanciano |  |

#### Girone di ritorno
| 8 gennaio 2006 18ª giornata | Lanciano | 0 – 2 | Frosinone |  |

| 13 gennaio 2006 19ª giornata | Pistoiese | 1 – 3 | Lanciano |  |

| 22 gennaio 2006 20ª giornata | Lanciano | 2 – 4 | Sangiovannese |  |

| 29 gennaio 2006 21ª giornata | Chieti | 1 – 2 | Lanciano |  |

| 5 febbraio 2006 22ª giornata | Perugia | 1 – 0 | Lanciano |  |

| 17 febbraio 2006 23ª giornata | Lanciano | 2 – 3 | Grosseto |  |

| 24 febbraio 2006 24ª giornata | Torres | 2 – 0 | Lanciano |  |

| 5 marzo 2006 25ª giornata | Lanciano | 4 – 0 | Massese |  |

| 12 marzo 2006 26ª giornata | Foggia | 3 – 2 | Lanciano |  |

| 19 marzo 2006 27ª giornata | Lanciano | 2 – 0 | Juve Stabia |  |

| 26 marzo 2006 28ª giornata | Martina | 2 – 0 | Lanciano |  |

| 2 aprile 2006 29ª giornata | Lanciano | 1 – 0 | Pisa |  |

| 9 aprile 2006 30ª giornata | Lanciano | 0 – 0 | Manfredonia |  |

| 15 aprile 2006 31ª giornata | Acireale | 0 – 0 | Lanciano |  |

| 23 aprile 2006 32ª giornata | Lanciano | 1 – 1 | Gela |  |

| 30 aprile 2006 33ª giornata | Lucchese | 1 – 0 | Lanciano |  |

| 7 maggio 2006 34ª giornata | Lanciano | 0 – 0 | Napoli |  |